# 魔女之旅
《魔女之旅》是由白石定規創作的小說，插畫由Azure負責。2014年在Amazon Kindle首次公開，作者自費出版。其後在2016年修正後單行本化，由SB創意出版。2017年3月推出續作《莉莉艾兒與祈禱之國》（リリエールと祈りの国）。2019年4月推出同名改編漫畫。2022年1月推出新續作《祈禱之國的莉莉艾兒》（祈りの国のリリエール）。
本作獲得《這本輕小說真厲害！》單行本類別2018年度第9位，2019年度第6位，2020年度第6位，2021年度第10位。本作有改編漫畫，也有隨書同捆的廣播劇CD。改編電視動畫於2020年10月至12月播映，共12集。

## 故事簡介
成長於和平國羅貝塔的伊蕾娜十分喜愛短篇小說集《妮可冒險記》，更被書中主角魔女妮可所吸引，於是立志長大後要成為魔女，像妮可一樣出去周遊列國。後來，伊蕾娜以十四歲之齡通過了魔術測驗，但沒有魔女願意收她為徒，直至遇見「星塵魔女」芙蘭才得以成為學徒。修行過後，芙蘭賜予了伊蕾娜「灰之魔女」的稱號，並離開了羅貝塔。
滿師後的伊蕾娜得到家人的認可，開始周遊列國。身為旅人的她，在漫長的旅途中，總會與形形色色的人們邂逅，接觸他們的日常生活，又或是被捲入某些事件。魔女日復一日的旅程，編織出相逢與離別的故事。

## 登場人物

### 主要角色
伊蕾娜（Elaina，聲：本渡楓）
本作女主角。出生自「和平國羅貝塔」的天才魔女，魔女名「灰之魔女」。生日為10月17日，小說開始時18歲。喜歡金錢、美食（特別是麵包）和書籍，其性格某種程度上也是遺傳自其母親。旅行途中偶爾會接受各式不同的委託以賺取所需旅費，有時甚至會以詐騙手段賺錢，如假扮占卜師、販賣假貨或不合法的魔法物品等。對貓嚴重過敏，一見到貓便會不斷打噴嚏、眼睛癢且流淚。自小便受到小說《妮可歷險記》影響而憧憬著魔女妮可，並夢想著長大後能成為魔女並展開自由自在的旅途。起初本人並不知道書中的魔女妮可就是其母，芙蘭曾打算給予她提示，但她拒絕並表示如果知道了妮可的身份，自己可能會喪失旅行的理由。14歲時以不費吹灰之力通過試驗而成為魔女見習生，但故鄉的魔女們因妒忌或畏懼伊蕾娜的天賦而有如默契般的將其居於門外，不願收其為徒，爾後在得知「星塵魔女」芙蘭的傳聞後向其拜師學藝；於15歲時因打贏師傅而成為魔女，其後得到父母的認可而展開周遊列國的旅程。在跟芙蘭修行時曾開發出能讓物品說話的藥物與魔法，及將物品暫時變成人類姿態的魔法。
掃帚
伊蕾娜的掃帚。首次登場是在某個物品擁有自我意識的國家，伊蕾娜因為自己被這個國家的神祕魔力給困住，想起自己曾經開發出能夠將物品變成人型的魔法，認為本身為物品的掃帚不會像自己一樣被困住，並把掃帚趕出了這個國家，並將它變成人形，希望可以藉此解救自己。至此之後有時會被伊蕾娜以魔法暫時變成人類的姿態活動。其人形的外表與主人伊蕾娜十分相似，但頭髮是微卷的桃色長髮，外表年齡大約20歲左右。曾經因為外表與主人相似而被誤認，對於與主人擁有相似的外貌感到非常開心。
由於本身是物品，所以能跟其他物品交流。雖然外表與主人相似，個性卻與不坦率的伊蕾娜相反。伊蕾娜常常在自己分身乏術的時候才把掃帚變成人形。雖然會抱怨但仍會願意幫助伊蕾娜，所以伊蕾娜才會向她撒嬌或求助。為少數對伊蕾娜出言不遜而不會被報復的對象。
芙蘭（Fran，聲：花澤香菜）
伊蕾娜的老師。席拉的師姐，魔女名「星塵魔女」。不擅長早起和烹飪（容易弄得焦黑）。喜歡蝴蝶。在和平國洛貝塔，接受伊蕾娜父母的委託，收了被其他魔女拒絕的伊蕾娜為徒弟。伊蕾娜滿師後在王立瑟雷斯特利亞的魔法學校擔任教師。和妮可一樣是孤兒，自幼便對故鄉國家深邃森林比拉的習俗抱有疑問，13歲時因擅自調查該習俗而被封口並作為祭品獻祭，同時因彗星的魔力影響意外穿越到22年後的未來並遇到了正在探索比拉廢墟的伊蕾娜，期間拜伊蕾娜為師學習魔法，其後再次透過彗星的魔力回到過去。回到過去後，伊蕾娜母親因偷走國家機密文件並將文件公諸於世，使當地居民因得知習俗的真正含義，對差點殺死芙蘭而感到後悔。之後，為逃離故鄉而跟隨伊蕾娜母親開始旅行，並成為她的徒弟。該事蹟以魔女見習生「風蘭」為名被記載於《妮可歷險記》中。當伊蕾娜跟13歲的自己道別後，出現在她面前，其後兩人一起踏上了通往王立瑟雷斯特利亞的路程。過去向伊蕾娜學習魔法時稱其為「老師」；稱伊蕾娜母親為「師傅」。正式成為魔女後，在旅行時曾以自己為主角編寫小說，但對內容感到害羞而把原稿封印在旅行包底部，之後因忘記原稿一事並錯誤地把旅行包賣掉，該事蹟被本人視為黑歷史。那部小說原稿後來作為《妮可歷險記》的續集《芙蘭歷險記》出版，但本人至今還不知道此事。
沙耶（Saya，聲：黑澤朋世）
出身自東國，魔法統合協會的魔女，魔女名「炭之魔女」生日為3月8日，起初為了成為魔女見習生而與妹妹一同前往魔法師之國，其後妹妹通過試驗而先行回鄉，而沙耶則留在魔法師之國準備下次的試驗，期間於魔法師之國的旅館內工作。在遇到旅行中的伊蕾娜後向她請教，最終憑藉自己的不懈努力，成功當上魔女見習生。之后师从席拉，并获得认可成为魔女，也加入了魔法统合协会工作。
在被伊蕾娜所帮助后，对伊蕾娜近乎病态的痴迷。
席拉（Sheila，聲：日笠陽子）
芙蘭的師妹，伊蕾娜的師姨，沙耶和美奈的老師，魔女名「暗夜魔女」。魔法統合協會的優秀代理人，常執行追捕危險人物的工作。粗魯行為勝過男人的言行引人注目。重度吸煙者，擅長烹飪。經常會對自己的掃帚進行改造，其掃帚的外觀較華麗且高調。自幼從事小偷的工作，以自學的魔法盜取別人的錢包。某次因盜取伊蕾娜母親的錢包而反被對方捉到，從對方口中得知魔女的存在後，決定成為魔女以改善自身的生活狀況。由於伊蕾娜母親滿意她的烹飪手藝，所以願意收席拉為徒弟。她和芙蘭、伊蕾娜母親的事蹟以魔女見習生「席蓮」為名被記載於《妮可歷險記》中。
因從沙耶那裡聽說了伊蕾娜的事，第一次見面的時候看到了與沙耶同款的吊墜和灰色的頭髮，就知道了她的身份。後來也確認伊蕾娜就是芙蘭的徒弟。
美奈（Mina，聲：高橋未奈美）
沙耶的妹妹。生日為3月7日，起初為了成為魔女見習生而與姐姐一同前往魔法師之國，其後因先通過試驗而先行回鄉（实际上是席拉避免沙耶过度依赖美奈而强行让美奈先回去）。跟沙耶一樣，是席拉的弟子，之后也加入魔法統合協會工作。喜欢姐姐，但没直率表达。當了很長時間的魔女見習生，直到十八卷才正式成為魔女，魔女名「煤之魔女」。
艾姆妮西亞（Amnesia，聲：小原好美）
生日為5月25日，每夜睡著就會失去記憶的迷之少女，正在旅行前往「信仰之都伊斯特」。在遇見伊蕾娜後就一起旅行了。雖然披著斗篷，但不會使用魔法，反而劍術超強。腰裡佩帶著佩刀，正統騎士團的成員，也是妹妹的下屬。
被「薔薇魔女」愛蜜莉亞誣陷為殺人犯，因而遭到故鄉「信仰之都伊斯特」驅逐，被下達忘卻詛咒（每天只有當天的記憶，睡著便會失憶）。故依賴寫日記來知道自己的身份及過去的經歷（但沒有離開故鄉前的記載），直至同伊蕾娜回故鄉後，被人下達處刑。後來在伊蕾娜和艾維莉亞的幫助下，逼出真兇及找出真相，無罪釋放。由於過去一直被同鄉的人歧視她不懂魔法，即使以強大的劍術加入騎士團，人們也無動於衷，所以最終要求以保留自己及妹妹、伊蕾娜三人對故鄉的記憶為補償，走出國門，和艾維莉亞一起踏上旅程及尋找新的安身之所。
艾維莉亞（Avilia，聲：岡咲美保）
生日為5月26日，維護「信仰之都伊斯特」的治安，正統騎士團的幹部。艾姆妮西亞的妹妹。與姐姐艾姆妮西亞不同，她擁有優秀的魔法。後來和姐姐一起走出了國門，一起旅行。用「是」這樣的特徵性的語調說話。
伊蕾娜之父（聲：保村真）
伊蕾娜的父親，是個疼愛妻女的善良男人。女兒提出遠行要求時，一度放聲大哭，但在妻子的勸導下選擇尊重女兒的決定。被妻子認為女兒於將來結婚時，情況可能會更嚴重。
伊蕾娜之母／妮可／薇多利加（聲：伊藤靜）
伊蕾娜的母親，《妮可歷險記》的作者，芙蘭與席拉的師傅。容貌與女兒相似，但頭髮顏色較女兒更接近白色。個性溫柔賢淑，喜歡金錢、美食（特別是麵包），伊蕾娜愛錢的性格某程度上是遺傳自她。懂得小刀的用法，有將該用法教授給兩名徒弟。過去在旅途中經常以各種手段賺錢，如把流出自島國的魔法物品歸還並向該國高層索取報酬，另一邊廂又會收取來自魔法統合協會的酬金；於某些國家中曾因犯下欺詐罪而被捕罰款。得知女兒想成為魔女時選擇支持她的夢想，女兒成為魔女見習生後，暗中委託芙蘭當女兒的教師，並要求對方給予女兒最困難的試驗。女兒成為魔女後，在其提出遠行要求時提醒她有關旅途的注意事項。
本名在動畫版第10話片尾幕後名單初次公開，名為「薇多利加」。由於國家傳統以髮色命名，所以魔女名也是「灰之魔女」。過去曾是一個靠自行領悟而略懂魔法的孤兒，騎着掃帚逃離孤兒院及故鄉後，踏上旅程，遇上自己的師父「白之魔女」，15歲的時候成為魔女見習生，18歲的時候成為魔女。直到兩名弟子滿師後，返回家鄉定居，並結婚生女。

### 各章节角色

#### 可爱如花的女孩
妹（聲：巽悠衣子）
伊蕾娜在经过一个花田时遇到的一名少女，受其委托将一束花带到其将到达的城池，但花束被守卫销毁。
实际上这个少女被这花田的特殊魔力吸引而深陷其中和被吞噬，其送出的花束用她的围巾包裹着。在伊蕾娜之后阴天经过花田时，已经几乎被花田的枝藤吞噬殆尽。
兄（聲：山下大輝）
伊蕾娜经过花田后的城池守卫，拦下了其所携带的花束，但也认出花束用她妹妹的围巾包裹。在伊蕾娜之后阴天经过花田时，也见到其已经来到并找到被花田吞噬的妹妹。

#### 瓶中的幸福
艾米尔（聲：市川苍）
伊蕾娜旅途中遇到的一名会魔法的男孩，村長的兒子，他用一个能收集幸福感觉的瓶子四处旅行来收集幸福的场景。
喜欢家中的女仆人妮诺，收集幸福场景也是为了和她分享幸福的感觉，但似乎并不知道妮诺实际的处境。
妮诺（聲：佐藤聪美）
艾米尔家的女仆，自小就被村長（配音：寺杣昌紀）从奴隶市场买入作为家中女仆，也没经历过正常的生活，似乎也被村長侵犯过。
伊蕾娜以自己所看过书中的类似故事，暗示了艾米尔展示了其收集的幸福场景后，对自己的生活更加绝望。
在漫畫中，則是改為在伊蕾娜離開後，先後殺死了折磨他的村長，然後自殺。

#### 无民之国的公主
米菈罗赛（聲：Lynn）
伊蕾娜经过一座如同废墟的城池时一座皇宫遇到的公主，是一名魔女并擅长厨艺，对自己的过去失去记忆，她请求伊蕾娜协助其消灭城内的怪物加百列。
随着她手刃加百列的同时逐步恢复记忆，而揭示了她的过去：她曾经和皇宫的厨师相恋并怀有厨师的孩子，她向父皇公开了这段恋情，但父皇不同意而杀死了厨师和让她堕胎，米菈罗赛愤怒之下，将自己的父亲诅咒成怪物加百列，让其保持原有的意识下不断杀死城内的平民、将皇宫设下只允许魔法使进入的结界、以自己失忆的代价留下要杀死加百列的信件给自己。随着杀死父皇（加百列）后，精神崩溃，幻想着自己的厨师情人和孩子还存在。

#### 老实人之国
爱荷米雅（聲：佐藤利奈）
老实人之国的皇家魔女，魔女名「流沙魔女」，为了实现国王（配音：小西克幸）希望消除全国说谎的人的愿望，以自己的魔力和声音为代价制作了能让人说真话的结界法器，自己也因为失去魔力而被逐出皇室。但国家的情况没如国王的期望（人们宁可不说话，也不愿意说真话）而请求魔法统合协会协助。后来在伊蕾娜和沙耶的帮助下，破坏了结界的法器恢复魔力，国王也被说服放弃了消除说谎的偏执愿望。

#### 踩葡萄的少女
这条村的村长（聲：间宫康弘）
“这条村”的村长。与“这条村”对面的“那条村”都盛产葡萄和生产葡萄酒，但由于“那条村”大量生产以露丝玛丽亲自踩葡萄制造的葡萄酒而大受打压（虽然村长也收藏了一瓶），村长曾请求伊蕾娜也以同样方式踩葡萄，之后路过的露丝玛丽以贫乳嘲讽激怒后，答应帮忙。伊蕾娜踩完葡萄后突然意识到产量的不合理后，与村长发现了“那条村”露丝玛丽踩葡萄的秘密。将对方的把戏当场揭发后，双方互相扔葡萄泄愤，而伊蕾娜喝葡萄酒醉了后以魔法向双方发射大量葡萄，导致双方被砸晕后第二天消失。双方的怒气消除后，对露丝玛丽一见钟情，兩人最後共結連理。
之后两村和解并合并为一，也保留了扔葡萄的习俗，村长也同时收藏了露丝玛丽“踩”葡萄的葡萄酒和伊蕾娜踩葡萄的葡萄酒。
蘿丝玛丽（聲：丰口惠）
“那条村”的踩葡萄女，巨乳。以自己亲自踩葡萄生产的葡萄酒作为“那条村”的特色而获得大量销量和“这条村”的嫉妒。在路过“这条村”时，见到伊蕾娜踩葡萄时嘲讽了其贫乳。伊蕾娜踩完葡萄后突然意识到产量的不合理后，被发现了实际上还是由其他男人去踩葡萄，自己只是贴牌标志作为噱头。把戏被当场揭发后，双方互相扔葡萄泄愤，之后伊蕾娜喝葡萄酒醉了以魔法发射大量葡萄，将双方砸晕后第二天消失，双方的怒气消除后，与“这条村”的村长一见钟情，兩人最後共結連理。

#### 刽子手
人偶店店主（聲：上田丽奈）
一个国民都是喜欢人偶的国家的人偶店店主，眼睛总是一圈黑眼圈，喜欢给客人赠送人偶。
这个国家流传着一个砍人魔的案件，魔法统合协会让席拉来进行调查。最终揭示了砍人魔的身份就是人偶店店主：人偶店店主喜欢拿女性的长发制作人偶头发并欣赏被偷走头发的女性恐慌的神态（由于头发对于女性如同生命一样，所以被称为“砍人魔”），由于看上了伊蕾娜的银色长发而偷偷用人偶将伊蕾娜的长发剪掉偷走；席拉和伊蕾娜用计让其现身，由于错估伊蕾娜是魔法使而被两人制服；之后席拉对赶来的沙耶暗示了伊蕾娜的遭遇而也被沙耶动了私刑。本身也是魔女，有抖M的性格。

#### 回溯之叹
艾絲黛兒（聲：内山夕實）
魔女名「薰衣魔女」，居住於時鐘鄉羅斯特洛夫的優秀魔女，也是個與伊蕾娜平分秋色的天才少女。過去因為摯友瑟琳娜的不幸遭遇被迫處決對方，開始研究回到過去的時間魔法，為了挽救兼扭轉好友的命運，聘僱伊蕾娜結伴返回瑟琳娜的雙親遭搶匪殺害前的時間點，卻意外得知瑟琳娜正是多年前殺人案的真兇，以自己和瑟琳娜之間的所有相關記憶為代價再度處決了好友。
瑟琳娜（聲：楠木燈）
連續殺人犯，居住於時鐘鄉羅斯特洛夫的富豪千金。與艾絲黛兒為莫逆之交。兒時因為被父親侵犯、母親出於忌妒袖手旁觀，養成扭曲的性格，為了報復而親手殺了父母，後被收養她的叔父虐待，殺死後者入獄，同時被揭發為多宗命案的連續殺人犯(除了父母命案之外)。被回到過去的艾絲黛兒和伊蕾娜發現真相後，被憤怒的艾絲黛兒以兩人的記憶為代價釋放魔力將其斬首處決。

#### 兩位師父 、兩位徒弟
虎牙老大（聲：齐藤贵美子）
一位橘紅色頭髮的大嬸，自由之城克诺兹的古董堂老大，極端痛恨魔女，利用从远方得到的魔法道具来作弄魔女。在“兩位師父”章节中，妮可接收了当地魔法统合协会的委托，并让当时的徒弟芙兰和席拉完成任务将其制服，锒铛入狱。在“兩位徒弟”章节，即“兩位師父”章节的20年后出狱，成功欺骗到魔法统合协会，让沙耶将当时的一个魔法盒子送回当地，期间也用魔法道具让沙耶和伊蕾娜交换身体，变成沙耶的伊蕾娜也意外打开了魔法盒子造成全城骚乱，最终沙耶和伊蕾娜合力摆平事件，而意识到魔法盒子的问题的芙兰和席拉也赶来处理事后，最终再次锒铛入狱。

## 創作和出版
作者白石定規在20歲時向GA文庫的新人獎投稿，那份投稿作品也是以伊蕾娜為主角；但未能獲獎。在有感自己不是職業作家的料子而放棄之前，他自費出版了《魔女之旅》，「在最後完成這本塞滿自己想寫的、自己想做的作品」。該作以連作短篇集的形式撰寫，一方面是因為他覺得這樣比較容易讓人拿上手，閱讀起來也比較輕鬆；另一方面也是因為他想在書中同時寫下快樂的故事和黑暗的故事。這本自費出版的《魔女之旅》吸引了眾多出版社的目光，也有來自GA文庫有關書籍化的邀請。
作者在小說第1卷的後記中表示（「旅」的疊字）是他自創的詞語，以為書名是為了讓書名不至於太隨便之餘，也是為了避免書名跟其他作品重覆。
白石曾在Pixiv看過的插畫，覺得他的插畫跟《魔女之旅》的氛圍很相似。因此他在跟編輯商討插畫師的人選時，向編輯要求將加進插畫師人選的清單中。其後白石對的成品十分滿意。會根據從編輯收到的指定文章來設計角色，例如頭髮和眼睛的顏色、穿裙子還是穿褲子等等的大致設定；但細致的設定則可以自由發揮。在之前一直希望畫奇幻或者是校園故事的插畫，因此到了伊蕾娜在拉特利塔學園上學的第6卷，他在制服的設計上花了不少心思。至於封面設計方面，則構圖和情景都可以自由發揮。
2018年3月，官方宣布漫畫版開始連載及即將推出廣播劇。同年7月，官方公布廣播劇的配音人選及將於第8卷限定版同捆廣播劇CD。

## 迴響
本作獲得《這本輕小說真厲害！》2018年度單行本排名第9位，2019年度單行本第6位，2020年度單行本第6位，2021年度單行本第10位。

## 媒体

### 轻小说
截至2025年3月15日，轻小说已经发行了24卷。繁体中文版由青文出版社出版，截至2025年1月22日，已在台湾出版了22卷。
2017年3月15日，在轻小说第3卷發行後，白石定規和Azure合作推出新輕小說系列《莉莉艾兒與祈禱之國》（リリエールと祈りの国），為《魔女之旅》的正統續作，由GA文庫出版，只有1卷。2021年7月8日，GA文庫宣佈這部續作將推出全新故事，並改名為《祈禱之國的莉莉艾兒》（祈りの国のリリエール），於2022年1月出版，跟《魔女之旅》第18卷同日發售。截至2022年6月，该系列已出版两卷。2023年3月24日，青文出版社宣布将出版该系列的繁体中文版，第一卷于2023年3月29日出版。

### 漫画
漫画系列由七绪一绮改编，于2018年11月29日开始在手机应用程序Manga UP!上连载，2024年3月28日连载完毕。史克威尔艾尼克斯于2019年4月12日出版了该系列的单行本第一卷。截至2023年3月，单行本已出版五卷，最后一卷预计于2024年7月出版。繁体中文版由青文出版社在台湾出版，截至2022年11月，已出版四卷。简体中文版由bilibili代理，在其网站bilibili漫画上连载。

### 電視動畫
2019年10月19日，《魔女之旅》將獲改編為電視動畫的消息在「GANGAN GA頻道特集『GA FES 2019』跨媒體大發表會！直播」中公开。该动画由C2C製作，洼冈俊之执导，笔安一幸担任系列构成和编剧，小田武士负责角色设计。AstroNotes为该动画创作音乐。动画共12集，于2020年10月2日至12月18日在日本國內電視台AT-X、東京都會電視台、京都放送、SUN電視台、日本BS放送和愛知電視台首播。
动画的片头曲是上田麗奈的《Literature》，片尾曲是ChouCho的《灰色史诗》。原声带于2021年1月27日发行，包含41首曲目。

## 註解
1. ↑  小說第3卷「雜物語：於廢墟中蔓延」
2. ↑  在第10卷序章中，伊蕾娜向掃帚說：「妳也太老實了吧」。掃帚則回答：「因為我的主人是伊蕾娜大人您」。
3. 1 2  其老師（伊蕾娜的母親）分別以芙蘭及席拉的髮色為對方取別名，並以「暗夜要與星塵相伴才會相得益彰」作理由。因此黑髮的芙蘭為星塵魔女，而金髮的席拉為暗夜魔女。
4. ↑  由於沙耶強烈希望與伊蕾娜的「灰之魔女」有所聯繫。
5. ↑  「妮可」為其筆名。

## 外部連結
- 《魔女之旅》特設網站（日語）
- 《魔女之旅》官方的X（前Twitter）（日語）